# Alice Herz-Sommer

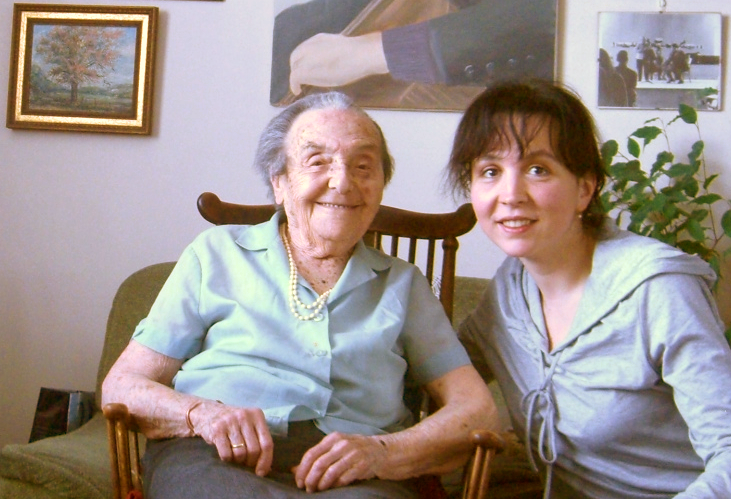
Die Pianistinnen Alice Herz-Sommer (links) und Luiza Borac 2010 in London

Alice Herz-Sommer (* 26. November 1903 in Prag, Böhmen; † 23. Februar 2014 in London) war eine deutschböhmische Pianistin und Musikpädagogin aus Prag, die später die israelische Staatsbürgerschaft annahm. Sie war Überlebende des KZ Theresienstadt, in dem sie über 100 Konzerte gegeben hatte.

## Leben

### Jugend in Prag
Alice Herz-Sommer wurde 1903 mit ihrer Zwillingsschwester Marianne in Prag geboren. Als Tochter jüdischer deutschsprachiger Eltern, des Fabrikantenehepaares Sofie und Friedrich Herz, wuchs sie im Umfeld eines aufgeklärten und liberalen Bürgertums auf.
Bereits in frühen Jahren entdeckte das Mädchen seine Liebe zur Musik. Mit drei Jahren saß Alice das erste Mal vor dem Klavier, mit fünf Jahren bekam sie Klavierunterricht. Zudem erlernte sie mehrere Fremdsprachen. In ihrem Elternhaus in Prag verkehrten bekannte Wissenschaftler, wie etwa Sigmund Freud, sowie Musiker, Schauspieler und Schriftsteller wie Franz Werfel und Franz Kafka, der für Alice wie ein älterer Bruder war und oft mit ihr spazieren ging. Kafka war ein Freund ihres Schwagers, des Journalisten, Schriftstellers und Philosophen Felix Weltsch. Kafka, Weltsch, der Journalist Oskar Baum und der Schriftsteller, Übersetzer und Komponist Max Brod kamen jeden Sonntag zusammen, um über das Tagesgeschehen und Politik zu sprechen und sich gegenseitig vorzulesen, was sie unter der Woche geschrieben hatten. Die zehnjährige Alice durfte oft mitkommen. Ihre Eltern waren zudem eng mit Gustav Mahlers Eltern befreundet.

„Ich habe auch Franz Werfel kennen gelernt. Er hat in einem seiner Romane geschrieben: Man muss der Menschheit alle Sünden verzeihen, wenn ein Beethoven herauskam. Und er hat recht.“

Nach dem Ersten Weltkrieg, mit sechzehn Jahren, wurde sie das jüngste Mitglied der Deutschen Musikakademie Prag. Sie wurde Schülerin des deutschen Pianisten Conrad Ansorge. Bereits wenige Jahre später war sie eine der bekanntesten Pianistinnen der Stadt und zu Beginn der 1930er Jahre war sie auch im Rest Europas als Pianistin bekannt. Als Alice Herz-Sommer dem österreichisch-jüdischen Pianisten und Komponisten Artur Schnabel vorspielte, um seine Meisterschülerin zu werden, lehnte dieser ab, denn er könne ihr weder technisch noch musikalisch etwas beibringen.
Im Jahr 1931 heiratete sie den Geiger Leopold Sommer. Die beiden bekamen 1937 ihren Sohn Raphael. Als die deutsche Wehrmacht im März 1939 Prag besetzte, begann auch dort die Verfolgung der jüdischen Bürger. Einige Bekannte, Freunde und Verwandte wie ihre Schwester Irma sowie ihr Schwager Felix Weltsch und Max Brod konnten mit dem letzten Zug am 14. März 1939 fliehen. Alice Herz-Sommer wurde aufgrund ihrer jüdischen Herkunft mit einem öffentlichen Auftrittsverbot belegt. In Prag, wie auch in zahlreichen anderen von den Nazis besetzten Städten, entwickelte sich aus der Not ein reges Hauskonzertleben. Alice und ihre Freundin Edith Kraus, ebenfalls eine Pianistin, veranstalteten und spielten viele solcher Hauskonzerte.
Aufgrund der zunehmenden Unterdrückung der jüdischen Bevölkerung und anderer Minderheiten konnten die Freundinnen Alice Herz-Sommer und Edith Kraus sich nach Einbruch der Dunkelheit jedoch nicht mehr gegenseitig besuchen, da sie zu weit voneinander entfernt wohnten und es den Juden der Stadt verboten war, nach 20 Uhr noch auf der Straße zu sein. Somit lud man überwiegend Freunde aus der direkten Nachbarschaft ein. Zu Herz-Sommer kam der Komponist, Dirigent und Pianist Viktor Ullmann. Den Lebensunterhalt der Familie konnte sie mit Klavierunterricht finanzieren. Durch die deutsche Besatzung wurde dies jedoch auch von Tag zu Tag schwieriger, denn Juden durften keine Nicht-Juden mehr unterrichten. Somit wurde vielen Juden auch die letzte Lebensgrundlage genommen. Dennoch setzte sich Herz-Sommer über die Bestimmungen hinweg und unterrichtete weiter.

„Es war alles verboten, man konnte kaum mehr wo einkaufen, mit der Tram nicht mehr fahren. In einen Park durften wir nicht gehen. Wir sind mit unseren Kindern auf einen jüdischen Friedhof gegangen, damit sie bessere Luft schnappen konnten.“

1942 deportierten die Nationalsozialisten ihre kranke 72-jährige Mutter. Die Mutter, wie später auch Alices Ehemann Leopold, kam in einem KZ ums Leben. Herz-Sommer verfiel daraufhin in Depressionen. Ein prägendes Erlebnis hatte sie, als sie durch die Straßen von Prag ging:

„Eine innere Stimme kam mir in den Sinn, an die ich mich auch nach 80 Jahren noch genau erinnere, an welcher Stelle in Prag dies geschah. Diese Stimme sagte mir: Jetzt kannst nur du dir helfen, nicht der Mann, nicht der Doktor, nicht das Kind. Und im selben Moment wusste ich: Ich muss die 24 Etüden von Frédéric Chopin spielen. Diese Etüden sind die größte Anforderung an jeden Pianisten. Sie sind wie Goethes Faust oder Shakespeares Hamlet. Herrliche Kompositionen. Ich rannte nach Hause, und von dem Moment an habe ich Stunden um Stunden und Stunden geübt, bis zu unserer Deportierung.“

Ein Jahr später hatte sie die Etüden zur Konzertreife gebracht. Im Jahr 1943 wurde Alice Herz-Sommer deportiert.

„Am Abend vor der Deportierung kamen tschechische ‚Freunde‘ von uns in unser Haus und packten ein, was nicht niet- und nagelfest war. Bis jetzt kann ich das nicht verstehen. Über uns wohnte ein Nazi namens Hermann. Auch er kam und sagte: ‚Ich wünsche Ihnen, dass Sie lebendig zurückkommen. Ich habe Ihnen stundenlang zugehört, ich bewundere Sie und Ihre Ausdauer und diese herrliche Musik. Ich danke Ihnen.‘ Das hat der Deutsche gesagt.“

Drei Tage wurde die Familie Sommer in einer großen Halle festgehalten. Angesichts tausender Matratzen und den Aufmärschen unter freiem Himmel wurde Alice klar, was auf die Familie zukommen würde. Sie selbst, ihr Mann und ihr sechsjähriger Sohn wurden in das KZ Theresienstadt deportiert.

### Theresienstadt
Im Juni 1940 begannen die Nationalsozialisten damit, aus Theresienstadt ein Konzentrationslager zu machen. In der Kleinen Festung richteten sie am 10. Juni 1940 ein Gefängnis der Gestapo ein, in dem bis 1945 etwa 32.000 tschechische Oppositionelle, Mitglieder des Widerstandes gegen die Besatzung und Kriegsgefangene eingesperrt wurden.
Im November 1941 entstand in der Garnisonsstadt ein Sammel- und Durchgangslager für die jüdische Bevölkerung Böhmens und Mährens. Am 16. Februar 1942 wurde die städtische Gemeinde aufgelöst, die einheimische Bevölkerung musste die Stadt verlassen, und in den folgenden Jahren kamen neben einheimischen Juden auch Juden aus Deutschland und anderen europäischen Ländern in das von den Nazis sogenannte „Altersghetto“.
Um der Öffentlichkeit ein normales Leben mit zufriedenen Einwohnern vorzuspielen, die menschenfeindliche Ideologie der Nazis dadurch zu verschleiern und die internationale Öffentlichkeit über die mit der „Endlösung der Judenfrage“ verbundenen Ziele zu täuschen, ließ die SS ein von den Lagerhäftlingen selbst organisiertes Kulturleben zeitweilig zu.

„Wir mussten spielen, weil dreimal im Jahr das Rote Kreuz kam, da wollten die Deutschen zeigen, dass es den Juden in Theresienstadt sehr gut geht. Es war Propaganda der Deutschen.“

Tagsüber mussten Alice Herz-Sommer und ihre Freundin Edith Kraus Glimmer mit einem kleinen Messer spalten. Aus dem Material wurden Sichtfenster für Öfen hergestellt.

„Wenn am Abend das Material nicht das gleiche Gewicht hatte, konnte man erschossen werden.“

Sie spielte in einer Welt von Hunger, Leid und Tod. Ihr Sohn Raphael war fünfzigmal einer der Hauptdarsteller in der Kinderoper Brundibár des Komponisten Hans Krása. Unter anderem spielten die Häftlinge weitgehend ohne Partituren bzw. aus dem Gedächtnis Beethoven, Bach, tschechische Komponisten und die 24 Etüden Chopins. Alle halbe Stunde wechselten sich die Konzertpianisten des Lagers ab, um in einem Zimmer auf dem Piano des Lagers zu üben. An einigen Tagen waren bis zu vier Konzerte angesetzt. Die Namen der Musiker verschwanden von den Transportlisten, die in andere Vernichtungslager führten. Auf die Frage hin, wie Herz-Sommer es geschafft habe, das Leben im Konzentrationslager auszuhalten, antwortete sie:

„Da gibt es nur ein Wort als Erklärung: die Musik. Die Musik ist ein Zauber. Wir haben alles auswendig gespielt. Die Etüden, die Beethoven-Sonaten, Schubert, alles. Im Rathaus-Saal für 150 Leute, alte, verzweifelte, kranke, verhungerte Menschen. Die haben gelebt von der Musik, die Musik war das Essen. Die wären längst schon gestorben, wenn sie nicht gekommen wären. Und wir auch.“

Ihr Mann, Leopold Sommer, wurde Ende September 1944 in das KZ Auschwitz verbracht, danach in das KZ Buchenwald, darauf folgte das KZ Flossenbürg. Er starb kurz vor der Befreiung 1945 im KZ Dachau an Flecktyphus. Alice und ihr Sohn Raphael, eines von nur 130 überlebenden Kindern, überlebten das KZ Theresienstadt. Ihr Mann rettete ihr und dem gemeinsamen Kind Raphael durch seine Warnung, nichts freiwillig zu machen, vor seinem Abtransport das Leben.

„Eines Abends kam mein Mann und sagte mir, dass am nächsten Tag tausend Männer mit einem Transport weggeschickt würden. Und dass er darunter sei. Er hat mir das Ehrenwort abgenommen, nichts freiwillig zu machen, wenn er weg ist. Am Tag nach seinem Transport gab es einen weiteren Transport unter dem Motto: Frauen gehen den Männern nach. Viele Frauen haben sich freiwillig gemeldet. Sie haben die Männer nie getroffen, sie sind getötet worden. Ich hätte mich ohne seine Warnung sofort gemeldet.“

### Kriegsende und Nachkriegszeit
Am 8. Mai 1945 befreite die Rote Armee das Theresienstädter Konzentrationslager. Zuletzt erfüllte die „jüdische Mustersiedlung“ drei Aufgaben. Sie war Transitlager, sie diente der Vernichtung von Menschen und zeitweilig der Propaganda.

„Das Resultat? Sagen wir, ein Gott war da oder ist da, er hat Gutes und Schlechtes gleichzeitig geschaffen. Das Schlechte ist da, um besser zu werden.“

Nach der Befreiung sah Alice Herz-Sommer sich und andere jüdische Mitbürger diesmal dem tschechischen Antisemitismus ausgesetzt und sie hatte in der Nachkriegs-Tschechoslowakei unter dem stalinistischen Terror und tschechischen Nationalismus zu leiden. In einem Klima der politischen Unterdrückung herrschten zu dieser Zeit Angst und Misstrauen in der Gesellschaft. Im Jahr 1947 emigrierte sie mit ihrem Sohn zu ihrer Zwillingsschwester und Freunden, die sich schon in den 1930er Jahren nach Palästina hatten retten können, nach Jerusalem, ein Jahr bevor der Staat Israel entstand.
Herz-Sommer unterrichtete am Jerusalemer Konservatorium und arbeitete als Musikpädagogin. Sie war Gründungsmitglied der Akademie in Jerusalem. Ihre Freundin Edith Kraus war Gründungsmitglied der Akademie in Tel Aviv. Alice besuchte sonntags ihre Schwester Irma, Frau ihres guten Freundes Felix Weltsch, die ihre Wohnung in der Nachbarschaft in Jerusalem hatte. Die Freundinnen Kraus und Herz-Sommer hatten beide einen großen Teil ihrer Familien verloren und hatten miterleben müssen, wie ihre Männer nach Auschwitz deportiert wurden.
Aus der Zeit in Prag und im KZ Theresienstadt waren sie persönlich bekannt mit Viktor Ullmann, Pavel Haas, Gideon Klein, Hans Krása, Hans Winterberg und Karel Reiner. Viktor Ullmann schätzte beide Pianistinnen sehr. Alice Herz-Sommer widmete er seine 4. Sonate; Edith Kraus spielte die Uraufführung der 6. Klaviersonate in Theresienstadt.
Herz-Sommer war auch mit dem Hauptrichter der Nürnberger Prozesse befreundet, mit dem sie vierhändig Klavier spielte. Dank ihm konnte sie den Prozess gegen einen der Haupttäter des Holocausts, Adolf Eichmann, ansehen. Alice Herz-Sommer fühlte Mitleid mit ihm und keinen Hass.
1986 übersiedelte Alice Herz-Sommer zu ihrem Sohn Raphael Sommer (* 21. Juni 1937; † 26. November 2001) und seiner Familie nach London. Er war Cellist, Dirigent und Mitglied des Solomon Trios. Ab 1993, als sie den Geiger Tony Strong traf, übte sie auch neue Stücke ein, u. a. von Debussy, Poulenc und Ravel. Zweimal im Monat traf sie sich mit ihm zum Spielen. Bis in ihr 92. Lebensjahr beherrschte sie ihr gesamtes Repertoire auswendig. Nachdem ihre beiden Zeigefinger steif geworden waren, studierte sie einen Teil der Stücke mit einem Acht-Finger-System neu ein. Die Musik hatte bis zuletzt eine besondere Bedeutung für sie:

„Der Mensch braucht nicht Essen, er braucht nur einen Inhalt. Und das kann die Musik sein. Nicht die Malerei und nicht der Goethe mit dem Shakespeare, denn die Musik macht uns vergessen. Zeit existiert dann nicht mehr. Man hört, und speziell in einer schwierigen Situation ist man verzaubert, in einer anderen, in einer besseren, hoffnungsvolleren Welt.“

2013 wurde ein Dokumentar-Kurzfilm mit dem Titel The Lady in Number 6 veröffentlicht, in dem Herz-Sommer über ihr Leben und ihre Liebe zur Musik spricht. Der Film gewann 2014 einen Academy Award als bester Dokumentar-Kurzfilm.
Alice Herz-Sommer starb im Februar 2014 im Alter von 110 Jahren in London.

## Theater
- Alice – Spiel um dein Leben; musikalisches Theaterstück von Kim Langner. UA 2022 an den Hamburger Kammerspielen mit Natalie O’Hara, die 2023 mit dieser Rolle für den Faust Theaterpreis nominiert wurde.[8]

## Filme
- Von der Hölle ins Paradies oder Chopin hat mich gerettet; Dokumentarfilm von Michael Teutsch mit Alice Herz-Sommer. Deutschland. 2005. 73 Min (IMDb). Aufgenommen in London.
- Die Pianistin von Theresienstadt. Film von Inga Wolfram. Erstsendung 23. März 2005. 45 Min. Dokumentation. WDR, 2005. (Alice Herz-Sommer spricht über ihr Leben, ihre Konzerte und ihr Schicksal, die Tage im Ghetto, den Verlust ihres Mannes und die Angst um ihr Kind. Aber sie weiß, dass das Leben auch schön ist. Sie wirkt heiter und gelassen.)
- Alice Sommer Herz: everything is a present. Film von Christopher Nupen, Großbritannien 2009, 54 Min. Sprache: Englisch; Untertitel: Deutsch, Spanisch, Französisch, Italienisch, Japanisch[9]
- The Lady in Number 6 ist ein US-amerikanisch-kanadisch-britischer Dokumentar-Kurzfilm aus dem Jahr 2013. Regie führte Malcolm Clarke.

## Belege
1. 1 2  Alice Herz-Sommer, Who Found Peace in Chopin Amid Holocaust, Dies at 110 Margalit Fox, New York Times, 27. Februar 2014
2. 1 2  Melissa Müller, Reinhard Piechocki: Alice Herz-Sommer – „Ein Garten Eden inmitten der Hölle“. Droemer, München 2006; Neuausgabe ebd. 2011, ISBN 978-3-426-78515-7.
3. 1 2 3  Elmar Krekeler: Alice Herz-Sommer, überlebensgroße Optimistin. 18. September 2006 (Alice Herz-Sommer im Interview mit Der Welt)
4. 1 2 3 4 5 6 7 8 9 10  Johannes Honsell, Oliver Das Gupta: Musik war das Essen. (Seite nicht mehr abrufbar, festgestellt im März 2018. Suche in Webarchiven)  Info: Der Link wurde automatisch als defekt markiert. Bitte prüfe den Link gemäß Anleitung und entferne dann diesen Hinweis. 20. September 2006 (Alice Herz-Sommer im Interview mit der Sueddeutschen Zeitung)
5. ↑  Begegnung mit Jahrhundertzeuginnen. (Memento vom 1. Oktober 2007 im Internet Archive) Artikel über Alice Herz Sommer und Edith, in: Neue Musikzeitung. Regensburg 2004, März. ISSN 0171-0095
6. ↑  Anne Przybyla: Glücklich ist man nur im Alter. 29. November 2003 (Alice Herz-Sommer im Interview mit der taz)
7. ↑  Exil-Archiv: Alice Sommer. In: www.exilarchiv.de. Else Lasker-Schüler-Gesellschaft e. V., 6. März 2009, abgerufen am 14. Januar 2025.
8. ↑  Alice - Spiel um dein Leben, kim-langner.de
9. ↑  The Christopher Nupen films

| Personendaten    | Personendaten                     |
| ---------------- | --------------------------------- |
| NAME             | Herz-Sommer, Alice                |
| ALTERNATIVNAMEN  | Sommer, Alice; Sommer Herz, Alice |
| KURZBESCHREIBUNG | israelische Pianistin             |
| GEBURTSDATUM     | 26. November 1903                 |
| GEBURTSORT       | Prag                              |
| STERBEDATUM      | 23. Februar 2014                  |
| STERBEORT        | London                            |